# Los abajo firmantes
Los abajo firmantes es una película española dirigida por Joaquín Oristrell.

## Argumento
La película narra una compañía de teatro. Uno de los actores muere en accidente de tráfico yéndole a sustituir Jorge Ruiz (Juan Diego Botto). El comportamiento del resto de los actores cambia cuando llega este muchacho, especialmente con Mario (Javier Cámara).

## Comentarios
En la película trabajan los hermanos Botto (Juan Diego y María) tanto en la interpretación como en el guion de la película.